# L'enfer est à lui
Pour plus de détails, voir Fiche technique et Distribution.
L'enfer est à lui (White Heat) est un film américain réalisé par Raoul Walsh, sorti le 2 septembre 1949.

## Synopsis

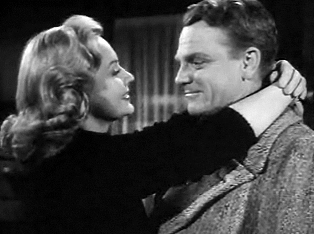
Virginia Mayo et James Cagney

Cody est un criminel psychopathe qui se fait arrêter pour un délit mineur. Il est enfermé avec un codétenu, "Vic Pardo", qui est en réalité un policier, Hank Fallon, chargé de le mettre en confiance pour ensuite infiltrer la bande de Cody. Ils arrivent à s'échapper et commencent un nouveau forfait dans une usine chimique.

## Fiche technique
- Titre original : White Heat
- Titre français : L'enfer est à lui
- Réalisation : Raoul Walsh
- Scénario : Ivan Goff et Ben Roberts, d'après une histoire de Virginia Kellogg
- Direction artistique : Edward Carrere
- Décors : Fred M. MacLean
- Costumes : Leah Rhodes
- Photographie : Sid Hickox
- Montage : Owen Marks
- Musique : Max Steiner
- Production : Louis F. Edelman
- Société de production : Warner Bros. Pictures
- Société de distribution : Warner Bros. Pictures
- Pays de production :  États-Unis
- Langue : anglais
- Format : noir et blanc — 35 mm — 1,37:1 - Son : Mono (RCA Sound System)
- Genre : film noir, film de gangsters et drame
- Durée : 114 minutes
- Date de sortie :
  - États-Unis : 2 septembre 1949 (première à New York)

## Distribution
- James Cagney : Arthur "Cody" Jarett
- Virginia Mayo : Verna
- Edmond O'Brien : Hank Fallon / Vic Pardo
- Margaret Wycherly : Ma Jarrett
- Steve Cochran : "Big Ed" Somers
- John Archer : Philip Evans
- Wally Cassell : "Cotton" Valletti
- Fred Clark : Daniel Winston

Acteurs non crédités
- Mickey Knox : Het Kohler
- Ian MacDonald : "Bo" Creel
- Grandon Rhodes : Dr Harris

## Distinctions
- Oscars 1950 : nomination de Virginia Kellogg pour l'Oscar du meilleur scénario original

## Analyses
Le film présente « un thème psychanalytique puissant — Œdipe névrotique — un thème clinique — épilepsie — et un thème mythique — mégalomanie. Walsh dessin un portrait de gangster qui va à l'extrême de toute rhétorique sur la question. De même, ce film va à l'extrême de toute rhétorique sur le cinéma policier dans le croisement d'une tonalité « documentaire » (l'univers carcéral), de séquences d'action méthodiquement exposées, d'une mise en scène tendue, crispée, exclusive de la moindre seconde d'« anticlimax » — le tout débouchant sur l'apothéose finale, proprement infernale, renvoyant elle-même aux images de guerre entrevues dans le drive-in ». 
Cette « violence tous azimuts a été reprochée à Walsh. White heat, « chauffé à blanc », constitue un point de non-retour, un moment de cinéma qui engloutit tout le cinéma de la simulation ».

## Autour du film
- Le film projeté dans le drive-in est Horizons en flammes (Task Force), un film de guerre de Delmer Daves.
- Dans la scène qui se déroule dans le réfectoire de la prison, le personnage de James Cagney fait une crise de démence après avoir appris la mort de sa mère. Cagney simula la crise de manière si réaliste que les figurants, qui n'étaient pas prévenus, crurent réellement à une démence de l'acteur. Ce numéro d'acteur stupéfia le metteur en scène Raoul Walsh[2].
- White Heat est le titre de la troisième piste du troisième album studio de Madonna : True Blue. L'introduction de cette chanson est un dialogue d'une des dernières scènes du film.